# Matija Čanić
Matija Čanić (1901. – 3. svibnja 1964.), hrvatski vojni časnik, general Domobranstva Nezavisne Države Hrvatske.

## Životopis
Služio je u austrougarskoj i jugoslavenskoj vojsci. U Hrvatsko domobranstvo primljen 1941. u činu konjičkog pukovnika; postavljen na čelo Vojnog stožera u Sarajevu, a poslije je zapovjednik 2. pješačke divizije (od listopada do prosinca 1942.), 369. pješačke divizije (od prosinca 1942. do siječnja 1943.), 1. pješačke divizije (od siječnja do veljače 1943.) i gorskog zdruga (od veljače do listopada 1943.). U kolovozu 1943. promaknut je u čin generala. Od listopada 1943. zapovjednik II. zbornog područja u Slavonskom Brodu.
U veljači 1944. postavljen je za zapovjednika oružanih snaga NDH, a na samom kraju kolovoza, nakon smjenjivanja Ante Vokića razriješen je dužnosti i stavljen na raspolaganje MINORS-u.
U travnju 1944. zajedno s Antom Vokićem posjetio je njemačko vrhovno zapovjedništvo (feldmaršala Wilhelma Keitela). Nakon sloma NDH povlači se Austriju, zatim u Italiju, gdje je u Rimu vodio brigu o radu javne kuhinje koja je hranila više tisuća hrvatskih izbjeglica.
Savezničke vojne vlasti su ga uhićivale više puta kako bi ga izručile komunističkoj Jugoslaviji. Uspio je izbjeći izručenje te emigrirao u Argentinu.